# Kazimierz Szosland
Kazimierz Szosland (Grzymaczew, 21 de fevereiro de 1891 - 20 de abril de 1944) foi um oficial e ginete polonês, especialista em saltos, medalhista olímpico.

## Carreira
Kazimierz Szosland representou seu país nos Jogos Olímpicos de Verão de 1928, na qual conquistou a medalha de prata nos saltos por equipes, em 1928.